# Dungeons & Dragons: Ehre unter Dieben
Dungeons & Dragons: Ehre unter Dieben (Originaltitel Dungeons & Dragons: Honor Among Thieves) ist ein Fantasy-, Action- und Abenteuerfilm von John Francis Daley und Jonathan Goldstein. Der Film ist von dem Pen-&-Paper-Rollenspiel Dungeons & Dragons inspiriert und hatte im März 2023 beim South by Southwest Film Festival seine Premiere. Am 31. März 2023 kam der Film in die US-amerikanischen und am Tag zuvor in die deutschen Kinos.

## Handlung
Edgin Darvis, ein talentierter Barde und geschickter Dieb, war früher Mitglied bei den Harfnern, einem Orden von Friedenswächtern, bis seine Frau aus Rache von Anhängern eines von ihm verhafteten (und dabei bestohlenen) roten Zauberers getötet wurde. In Begleitung der Barbarin Holga Kilgore versuchte Edgin, für sich und seine Tochter Kira den Lebensunterhalt mittels Diebstahl zu finanzieren. Ihm schlossen sich wenig später der Schurke Forge Fitzwilliam sowie der Halbelf und Zauberer Simon Aumar an. Sie folgten einem eigenen Kodex, bei dem nur die Reichen bestohlen werden und niemand zu Schaden kommen soll. Eine Bekannte von Forge namens Sofina überredete Edgins Gruppe eine „Tafel der Wiedererweckung“ zu stehlen, eine Reliquie, die angeblich Tote zurück ins Leben holen kann und mit der Edgin seine Frau wiedererwecken möchte. Doch der Raub geht schief. Entgegen ihrem Kodex werden durch Sofina mehrere Wachen getötet. Sie wirkt anschließend einen Zeitstopp, von dem Edgin und Holga erfasst werden, während Forge und Simon gerade noch entkommen konnten. 
Nach zwei Jahren Gefangenschaft im arktischen Revel’s End fliehen Edgin und Holga, ohne zu wissen, dass sie eigentlich begnadigt worden wären. Sie reisen nach Neverwinter und erfahren, dass Forge über die Stadt herrscht, nachdem der vorherige Lord auf mysteriöse Weise ins Koma fiel. Forge hat sich während Edgins Haft um Kira gekümmert und sie davon überzeugt, dass Edgins Habgier zu seiner Verhaftung geführt hat und er ihr ein besserer Vater wäre. Es stellt sich heraus, dass Sofina eine Rote Zauberin von Thay ist, Forge und sie unter einer Decke stecken und sie beide die Gefangennahme von Edgin und Holga geplant hatten.
Edgin und Holga werden erneut festgenommen und sollen hingerichtet werden, doch sie können sich freikämpfen und entkommen. Sie beschließen, während der bevorstehenden High Sun Games Kira zurückzuholen und die Schatzkammer von Forge auszurauben, um die magische Tafel zu bekommen, mit der sie Edgins Frau wiedererwecken können. Die an Gladiatorenspiele erinnernden High Sun Games waren verboten worden, aber Forge setzte sie wieder an und versprach, dass die Spiele Reisende und Geld bringen würden. Zur Umsetzung ihres Plans brauchen Edgin und Holga weitere Mitstreiter. Sie gabeln als erstes Simon auf, der in der Zwischenzeit sich mit Diebstählen über Wasser gehalten hat, und retten ihn vor wütenden und betrogenen Einwohnern. Simon schlägt vor, auch Doric, Tiefling und Druidin, zu rekrutieren, die zuvor Simons Zuneigungen eine Absage erteilt hatte und deren Waldgemeinschaft gegen die von Forge angeordnete Zwangsabholzung kämpft.
In eine Fliege verwandelt, dringt Doric in das Schloss von Neverwinter ein und findet heraus, dass die Schatzkammer über ein magisches Siegel besitzt, das Simon nicht ausschalten kann, es sei denn, er käme in den Besitz eines verschollenen magischen Helms und lernte diesen zu verwenden. Sie reisen zu einem Friedhof, um Holgas Vorfahren zu fragen, wo der Helm zu finden ist. Simon erweckt die Toten mit einem Talisman wieder zum Leben, mit dem sie den Verstorbenen fünf Fragen stellen können. Die Leichen enthüllen, dass sie den Helm Xenk Yandar gegeben haben, einem Paladin, der aus seiner Heimat Thay floh, als der Lich Szass Tam die Thayaner in eine untote Armee verwandelte, und den die Gruppe anschließend aufsucht. Nachdem er Edgin gezwungen hat, zu schwören, dass er jedes erbeutete Geld an das Volk von Neverwinter verteilen wird, führt Xenk die Gruppe durch die Unterwelt, um den Helm zu finden. Mit Hilfe eines Teleportationsstabs, den Holga von Marlamin, ein Halbling und ihr früherer Ehemann, geschenkt bekommen hat, finden sie das Artefakt, werden daraufhin aber von Thayan-Attentätern angegriffen, die von Sofina geschickt wurden. Sie entkommen nach mehreren harten Kämpfen nicht nur den Handlangern Sofinas, sondern auch dem fettleibigen roten Drachen Themberchaud, bevor sich Xenk an der Oberfläche von der Gruppe trennt.
Simon hat Schwierigkeiten, die Macht des Helms zu beherrschen, weshalb die Gruppe einen anderen Plan ausführt: Doric gelangt durch ein Portal auf einem Gemälde, welches die Gruppe in einen von Forges Transporten schmuggeln kann, von ihrem Zimmer in einer Taverne aus in die Schatzkammer, während Edgin, Holga und Simon sich in das Schloss schleichen. Edgin sucht nach seiner Tochter Kira, Holga wehrt die Wachen ab und Simon gelingt es über die Macht des Helms zu verfügen, das arkane Siegel der Schatzkammer zu brechen und diese zu öffnen. Während Holga und Simon sich in einer leeren Kammer befinden, findet sich Doric mit Forges Schätzen in einem ganz anderen Raum wieder. Die Gruppe wird durch die Wachen und Sofina gefangen genommen. Doch anstatt sie direkt hinzurichten, kann Edgin Forge überreden sie an den Spielen teilzunehmen lassen. Sie können aus der Arena fliehen, Kira retten und die Stadt mit einem Boot verlassen, welches mit Forges Schätzen voll beladen ist und zuvor von Doric entdeckt wurde.
Auf ihrer Flucht stellt die Gruppe fest, dass Sofina die Spiele organisiert hat, um eine große Menschenmenge anzulocken und sie mit demselben Fluch, der einst Thay vernichtet hat, in eine untote Armee zu verwandeln. Die Gruppe beschließt stattdessen Sofina aufzuhalten. Sie transportieren Forges gestohlene Reichtümer mit dem Teleportationsstab aus dem Boot und verteilen sie mit einem Heißluftballon über der Stadt, um die Menschen aus dem Stadion zu locken, bevor sie durch Sofinas Fluch verwandelt werden können.
Sofina ist wütend darüber, dass ihr Plan nicht aufgegangen ist und nur wenige Menschen in der Arena erwischt hat, und greift die Gruppe in der Stadt an. Nach einem schweren Kampf scheint Sofina durch einen weiteren Zeitstopp die Oberhand zu gewinnen, um die Gruppe endgültig töten zu können. Doch Simon kann diesmal den Zeitstopp mit einem Gegenzauber überwinden. Kira legt Sofina mittels eines Unsichtbarkeitsanhängers, den Edgin und Holga ihr als Kind geschenkt haben, ungesehen ein Anti-Magie-Armband aus der Arena an. Doric macht als Eulenbär die Magierin kämpfunfähig und schleudert sie gegen ein Haus, woraufhin Sofina endgültig durch herabfallende Trümmer getötet wird. Während des Kampfes wurde jedoch auch Holga tödlich verletzt. Edgin benutzt die zurückgewonnene Tafel der Wiedererweckung, um sie und nicht seine Frau wieder zum Leben zu erwecken, da er erkennt, dass er seine Frau nur um seiner selbst willen zurückholen wollte und es für ihn an der Zeit ist loszulassen, während Holga ein wahrer Teil ihrer Familie geworden war, die Kira großgezogen hat. 
Nach Sofinas Tod erlischt auch ihr Bann und der ehemalige Lord von Neverwinter erwacht aus dem Koma. Er erklärt die Gruppe zu Helden des Reiches. Doric, die Simon zuvor einen Korb gegeben hatte, erklärt während der Siegesfeier, dass sie offen für eine Beziehung mit ihm ist.
Xenk gelingt es den flüchtenden Forge zu stellen und ins Gefängnis nach Revel’s End zu bringen, wo er nach einiger Zeit mit einem ähnlichen Fluchtversuch wie jenem, mit dem Edgin und Holga zu Beginn des Films geflohen waren, scheitert.

## Produktion

### Vorlage, Regie und Drehbuch

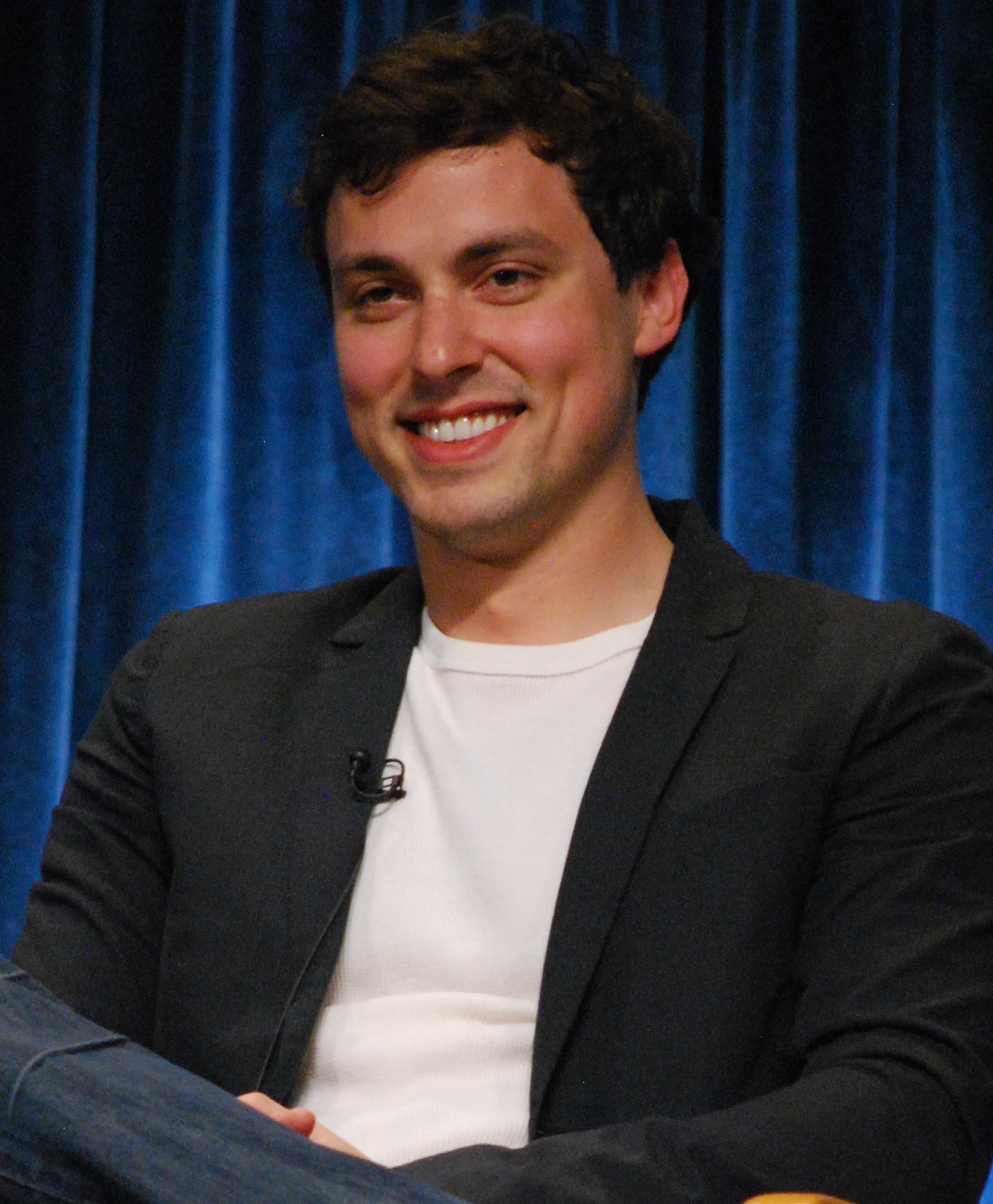
Regisseur John Francis Daley

Der Film ist von dem Pen & Paper-Rollenspiel Dungeons & Dragons inspiriert und spielt im Setting der Kampagnenwelt Forgotten Realms, die von Magiern und anderen mächtigen Wesen bewohnt wird. Anfang der 1970er Jahre von Gary Gygax und Dave Arneson entwickelt, begründete Dungeons & Dragons auch den Erfolg späterer Rollenspiele, hatte aber auch Jahrzehnte lang Einfluss auf die Arbeit von anderen Kreativen. Als Nachfolger der ersten D&D-Welt Greyhawk erreichten die 1987 veröffentlichten, am europäischen Mittelalter orientierten Forgotten Realms schnell Kultstatus, wurden über 20 Jahre hinweg kontinuierlich ausgebaut und weiterentwickelt und gelten bis heute als die am detailliertesten ausgearbeitete Spielwelt überhaupt. Dungeons & Dragons: Ehre unter Dieben steht in keiner Verbindung mit der Filmtrilogie von Courtney Solomon und Gerry Lively, die zwischen 2000 und 2012 veröffentlicht wurde.
Regie führten John Francis Daley und Jonathan Goldstein, die gemeinsam mit Michael Gilio auch das Drehbuch schrieben. Goldstein und Daley arbeiten bereits seit 2011 zusammen. Anfänglich schrieben sie gemeinsam Drehbücher für die Fernsehserie Bones – Die Knochenjägerin und den Film Kill the Boss und führten später zusammen bei den Filmen Game Night und Vacation – Wir sind die Griswolds Regie. Gilio schrieb zuletzt das Drehbuch für den Horrorfilm Die dunkle Saat von David Slade.

### Besetzung, Choreografie und Stunt-Koordination
Chris Pine und Michelle Rodríguez spielen in den Hauptrollen den Dieb und Barden Edgin und die Barbarin Holga. Pine erklärte, bei den Gesprächen über die Ausrichtung seiner Figur habe es sich darum gedreht, dass er eine „das-Glas-ist-halb-voll“-Einstellung hat: „Er ist super positiv. Das macht seine ganzen Fehlschläge lustig. Egal, wie oft er stolpert und stürzt, er steht immer wieder auf“, so Pine. Ursprünglich war Edgin etwas mehr schurkisch und als ein etwas komplizierterer Held geplant. Pine hatte in Vorbereitung auf seine Rolle auf Gesangsstunden verzichtet: „Ich glaube der Spaß bei Edgin liegt darin, dass er überhaupt keine besonderen Kräfte hat. Er versucht zu singen“, so der Schauspieler.
In weiteren Rollen sind Justice Smith als der Zauberer Simon und Regé-Jean Page als der junge Paladin Xenk Yendar zu sehen. Chloe Coleman spielt Edgins Tochter Kira und Hugh Grant den Schwindler Forge Fitzwilliam, der sich als deren neuer Vater versucht. Sophia Lillis spielt Edgins und Holgas neue Verbündete Doric, eine Gestaltwandlerin, Daisy Head die Magierin Sofina und Jason Wong Dralas. In weiteren Rollen sind Sarah Amankwah als Baroness Torbo, Nicholas Blane als Kanzler Anderton, Bryan Larkin als Kanzler Norixius und Clayton Grover als Kanzler Jarnathan zu sehen.
Stunt Coordinator Brad Martin arbeitete in der Vergangenheit an einigen der größten Action-Franchises im Kino, darunter The Expendables, Underworld, xXx und The Matrix. Er war George Clooneys Stuntdouble für Batman & Robin und wurde 2007 für seine Arbeit für Live Free or Die Hard als bester Stuntkoordinator ausgezeichnet. Martin und seine Teams für die Action-Choreografie und die Stunt-Koordination überlegten sich die Choreografie für die Figuren, allen voran für Michelle Rodríguez in der Rolle von Holga, und trainierten mit Regé-Jean Page sechs Wochen lang den Schwertkampf zwischen ihm und Jason Wong. Die spezielle Choreografie der Kampfszenen entwickelte Georgi Manchev, der bereits bei Hellboy – Call of Darkness tätig war.

### Dreharbeiten, Szenenbild und Effekte

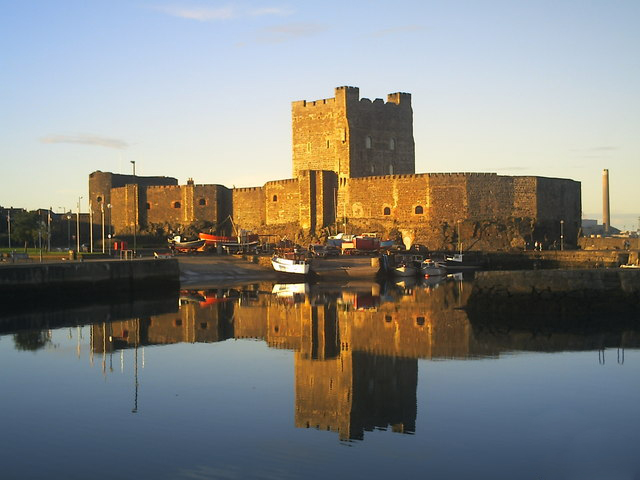
Ab Ende Juni 2021 drehte man im nordirischen Carrickfergus Castle

Die Dreharbeiten begannen im April 2021 in Island. Die Dreharbeiten im Alnwick Castle in Northumberland begannen im Mai 2021 in verschiedenen Bereichen des Schlosses und des Geländes. Zunächst verwandelte die Crew den äußeren Burghof mit Bannern, Zelten, mittelalterlichen Kostümen und Pferden in das mythische Niewinter. Dann betritt im Film der Barde Edgin, gespielt von Chris Pine, den berühmten Löwenbogen. Ab Ende Juni 2021 drehte man auf Carrickfergus Castle im County Antrim in Nordirland. Zwischen Mai und August 2021 entstanden auch Aufnahmen in den Titanic Studios in Belfast. Weitere Aufnahmen entstanden in Clandeboye, im Tollymore Forest und in Ballintoy Beach im County Antrim. Als Kameramann fungierte der Kanadier Barry Peterson, mit dem die Regisseure bereits für Vacation – Wir sind die Griswolds und Game Night zusammengearbeitet hatten.
Das Szenenbild entwarf Ray Chan, der zuletzt für mehrere Filme aus dem MCU tätig war, darunter Doctor Strange, Avengers: Infinity War und Avengers: Endgame.
Produzent John Francis Daley zeigte sich überrascht davon, dass das Studio bereit war, sie viele praktische Effekte in den Film einbauen zu lassen: „Praktische Effekte sieht man heutzutage nicht mehr so oft in großen Hollywood-Produktionen, da diese mehr Vorbereitung benötigen und oftmals auch teurer sind. Ich denke, es hat uns definitiv geholfen, dem Film diese authentische, taktile Ästhetik zu geben, die uns wirklich von anderen Big-Budget-Filmen abhebt und die sich auch sehr nach den Abenteuerfilmen der 80er- und 90er-Jahre anfühlt, die wir als Kinder gesehen und geliebt haben.“

### Filmmusik, Marketing und Veröffentlichung
Die Filmmusik komponierte der schottische Grammy- und Emmy-Preisträger Lorne Balfe. Das australische Psychedelic-Rock-Projekt Tame Impala steuerte den von Frontman Kevin Parker und Nicholas Allbrook, der bis 2013 Mitglied der Band war, geschriebenen Song Wings of Time bei, der kurz vor der Premiere von Fiction Records veröffentlicht wurde. Das Soundtrack-Album mit insgesamt 49 Musikstücken wurde am 31. März 2023 von Mercury Classics Soundtrack & Score als Download veröffentlicht. Am 23. Juni 2023 veröffentlichte Paramount Music ein weiteres Soundtrack-Album mit dem Titel Book of the Bard, das vom Film inspirierte Lieder und Tavernenmusik von Balfe enthält.
Der erste Trailer wurde im Juli 2022 vorgestellt, der zweite im Januar 2023. Der Film feierte am 10. März 2023 beim South by Southwest Film Festival seine Premiere, wo er als Eröffnungsfilm gezeigt wurde. Am 30. März 2023 kam der Film in die deutschen und am darauffolgenden Tag in die US-amerikanischen und chinesischen Kinos. In den USA vergaben die Zuschauer für den Film nach seinem Start den CinemaScore „A-“. Am 2. Mai 2023 wurde der Film als Video on Demand veröffentlicht.

## Rezeption

### Kritiken
Von den bei Rotten Tomatoes aufgeführten Kritiken sind 91 Prozent positiv bei einer durchschnittlichen Bewertung mit 7,3 von 10 möglichen Punkten. Auf Metacritic erhielt der Film einen Metascore von 72 von 100 möglichen Punkten. Immer wieder wurde der Film mit Guardians of the Galaxy verglichen. Zudem bemerkten die Kritiker vielfach, auch Zuschauer, die das Rollenspiel Dungeons & Dragons nicht kennen, könnten der Handlung von Honor Among Thieves gut folgen und würden ihre Freude haben.
Jacob Hall von Slash Film schreibt in seiner Kritik, das Drehbuch von John Francis Daley, Jonathan Goldstein und Michael Gilio stelle die Charakterisierung der Figuren an erste Stelle und kredenze ein sympathisches Ensemble fehlerhafter, lustiger Leute, die auf gewinnende Weise durch ihre Abenteuer stolpern. In Aufbau und Ergebnis lehrbuchhaft kämen die ganzen unterschiedlichen Elemente auf oft unerwartete Weise zusammen und ließen den Film so zu einer gut erzählten Fantasy-Geschichte werden.
Owen Gleiberman beschreibt den Film in seiner Kritik bei Variety als eine Mischung aus Der Herr der Ringe, Die Braut des Prinzen, Star Wars, Das Vermächtnis der Tempelritter, einem mittelalterlichen X-Men und Gladiator. Der Gladiatorenkampf als Höhepunkt des Films sei sensationell gut gemacht, und Dungeons & Dragons sollte ein großer Hit werden, weil er nicht nur die Nostalgie für ein Spiel zu nutzen wisse, sondern für die gesamte Fantasy-Kultur, die dieses hervorgebracht hat.
Marisa Mirabal von IndieWire bemerkt in ihrer Kritik die wunderschönen, weitläufigen und unverwechselbaren Landschaften, die das Team aus Spezialeffektkünstlern und Kameramann Barry Peterson erschaffen haben. Jeder neue Ort, den das Publikum zu sehen bekomme, vermittele sofort, welche Art von Magie oder Chaos dieser zu bieten hat. Die Musik von Lorne Balfe, eine einzigartige Mischung aus Gesängen und rhythmischen Beats, erhöhe die Spannung, verwandele sich in eine eigene Kreatur und unterscheide sich von den ruhigeren Partituren anderer Fantasy-Filme. Die Lieder, die er für Chris Pine in der Rolle des Barden Edgin geschrieben hat und für Streicher komponierte, würden unbeschwert und poetisch klingen.
Oliver Kube von Filmstarts glaubt, der Cast von Dungeons & Dragons: Ehre unter Dieben müsse bei den Dreharbeiten wirklich einen Heidenspaß gehabt haben, und dieser springe auch umgehend auf das Publikum über, wobei auch die witzigen, oft erst herrlich ausschweifenden und dann plötzlich überraschend pointierten Dialoge helfen würden. Die Abenteuer erinnerten unwillkürlich an die der Guardians of the Galaxy mit Pines Edgin als liebenswertem und enthusiastischem, aber alles andere als perfektem Anführer à la Starlord. Die Chemie innerhalb des kurios zusammengestellten Heldenhaufens stimme einfach, selbst wenn die einzelnen Figuren eher dünn gezeichnet und nur mit schemenhaftem Hintergrund ausgestattet seien.

### Einspielergebnis
Den Produktionskosten von 151 Millionen US-Dollar stehen weltweite Einnahmen aus Kinovorführungen in Höhe von 205,46 Millionen US-Dollar gegenüber, davon alleine 93,55 Millionen US-Dollar in Nordamerika. In Deutschland verzeichnete der Film 697.990 Besucher und spielte dabei 6.976.606 € ein.

### Auszeichnungen
Critics’ Choice Super Awards 2024
- Nominierung als Bester Schauspieler in einem Science-Fiction-/Fantasyfilm (Chris Pine)[36]

Golden Tomato Awards 2024
- Auszeichnung als Bester Science-Fiction- oder Fantasy-Film 2023[37]

Hollywood Critics Association Midseason Movie Awards 2023
- Nominierung als Bester Film
- Nominierung für die Besten Stunts[38]

Irish Film and Television Awards 2024
- Auszeichnung für die Besten visuellen Effekte (Kev Cahill und Diana Giogiutti)[39]

Saturn-Award-Verleihung 2024
- Nominierung als Bester Fantasyfilm

VES Awards 2024
- Nominierung für die Besten visuellen Effekte in einem fotorealistischen Spielfilm[40]

Hugo Award 2024
- Auszeichnung für Best Dramatic Presentation, Long Form

## Synchronisation
Die deutsche Synchronisation entstand nach einem Dialogbuch und der Dialogregie von Christian Zeiger im Auftrag der RC Production GmbH & Co. KG, Berlin.
| Darsteller         | Synchronsprecher    | Rolle                                      |
| ------------------ | ------------------- | ------------------------------------------ |
| Chris Pine         | Nico Sablik         | Edgin Darvis                               |
| Michelle Rodríguez | Ghadah Al-Akel      | Holga Kilgore                              |
| Hugh Grant         | Patrick Winczewski  | Forge Fitzwilliam                          |
| Justice Smith      | Marco Eßer          | Simon Aumar                                |
| Chloe Coleman      | Emilia Raschewski   | Kira                                       |
| Regé-Jean Page     | Leonard Hohm        | Xenk Yendar                                |
| Daisy Head         | Rubina Nath         | Sofina                                     |
| Bryan Larkin       | Erik Range          | Kanzler Norixius / Drachenblütiger Vagrant |
| Brian O’Connor     | Viktor Neumann      | Blackwood                                  |
| Sophia Lillis      | Friedel Morgenstern | Doric                                      |
| Spencer Wilding    | Marco Kröger        | Gorg                                       |
| Hayley-Marie Axe   | Solveig Duda        | Gwinn                                      |
| Nicholas Blane     | Hans Hohlbein       | Kanzler Anderton                           |
| Bradley Cooper     | Tobias Kluckert     | Marlamin                                   |
| Will Irvine        | Sven Brieger        | Tobias                                     |
| David Durham       | Oliver Siebeck      | Zauberer der ätherischen Ebene             |
|                    | Rick Kavanian       | fünf kurzfristig wiederbelebte Leichen     |